# Blowfish
En criptografía, Blowfish es un codificador de bloques simétricos, diseñado por Bruce Schneier en 1993 e incluido en un gran número de conjuntos de codificadores y productos de cifrado. No se han encontrado técnicas de criptoanálisis efectivas contra el Blowfish. Sin embargo, se ha dado más atención a la decodificación de bloques con bloques más grandes, como AES y Twofish.[cita requerida]
Schneier diseñó Blowfish como un algoritmo de uso general, que intentaba reemplazar al antiguo DES y evitar los problemas asociados con otros algoritmos. Al mismo tiempo, muchos otros diseños eran propiedad privada, patentados o los guardaba el gobierno. Schneier declaró “Blowfish no tiene patente, y así se quedará en los demás continentes. El algoritmo está a disposición del público, y puede ser usado libremente por cualquiera”.

## El algoritmo

Diagrama de Blowfish

Blowfish usa bloques de 64 bits y claves que van desde los 32 bits hasta 448 bits. Es un codificador de 16 rondas Feistel y usa llaves que dependen de las Cajas-S. Tiene una estructura similar a CAST-128, el cual usa Cajas-S fijas.
El diagrama muestra la acción de Blowfish. Cada línea representa 32 bits. El algoritmo guarda 2 arrays de subclaves: El array P de 18 entradas y 4 cajas-S de 256 entradas. Una entrada del array P es usada cada ronda, después de la ronda final, a cada mitad del bloque de datos se le aplica un XOR con una de las 2 entradas del array P que no han sido utilizadas.
La función divide las entradas de 32 bits en 4 bloques de 8 bits, y usa los bloques como entradas para las cajas-S. Las salidas deben estar en módulo 232 y se les aplica un XOR para producir la salida final de 32 bits.

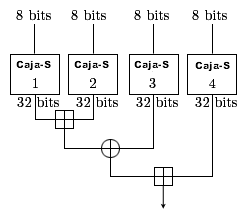
Diagrama de la función F de Blowfish

Debido a que Blowfish está en la red Feistel, puede ser invertido aplicando un XOR entre P17 y P18 al bloque texto codificado, y así sucesivamente se usan las P-entradas en orden reversivo.
La generación de claves comienza inicializando los P-arrays y las cajas-S con los valores derivados de los dígitos hexadecimales de pi, los cuales no contienen patrones obvios. A la clave secreta se le aplica un XOR con las P-entradas en orden (ciclando la clave si es necesario). Un bloque de 64 bits de puros ceros es cifrado con el algoritmo como se indica. El texto codificado resultante reemplaza a P1 y P2. Entonces el texto codificado es cifrado de nuevo con las nuevas subclaves, P3 y P4 son reemplazados por el nuevo texto codificado. Esto continúa, reemplazando todas las entradas del P-array y todas las entradas de las cajas-S. En total, el algoritmo de cifrado Blowfish correrá 521 veces para generar todas las subclaves, cerca de 4KB de datos son procesados.